# 王骞
王騫（474年—522年），字思寂，本名玄成，避齐高帝蕭道成讳改名。琅邪郡臨沂县人。南朝齐、南朝梁政治人物。王僧綽之孙，王俭之子。

## 生平
以公子初任員外郎，转任太子洗馬。袭父爵为南昌县公，出为義興郡太守。召還到朝廷担任驃騎諮議，累進黄門郎、司徒右長史。永元末年，任为侍中，没有就任。蕭衍占領建康，召王騫为大司馬諮議参軍。任侍中，兼越騎校尉。
蕭衍建立梁朝，王騫降封南昌县侯，转任度支尚書。天監四年（505年），出任東陽郡太守，后来转任吴郡太守。天監八年（509年），召回朝廷担任太府卿，兼後軍将軍，转任太常卿。天監十一年（512年）担任中書令，加員外散騎常侍。
梁武帝蕭衍在鍾山造大受敬寺，王騫不事产业，有旧墅在钟山八十余顷。王骞旧墅在寺旁，梁武帝想要买其田宅赐佛寺，王騫说：「此田不卖。若是皇帝以勅命所取，所不敢言」。梁武帝蕭衍大怒，于是市評田价、強制接收庄園。王騫以此忤旨，左遷吴興郡太守。在郡称病不理事。召還再为度支尚書，加給事中，兼射声校尉。因为母亲过世去职。
普通三年（522年）十月，王騫去世，享年四十九岁。追贈侍中、金紫光禄大夫，諡安。

## 子女
- 王規
- 王灵宾（梁简文帝萧纲之妻）